# Parallelia diamesa
Parallelia diamesa là một loài bướm đêm trong họ Erebidae.